# The ABBA Generation
The ABBA Generation è il primo album in studio del gruppo musicale svedese A*Teens, tribute band degli ABBA, pubblicato il 25 agosto 1999 dalle etichette discografiche Stockholm Records e MCA Records.
Il disco ha avuto successo in tutto il mondo, vendendo oltre quattro milioni di copie.

## Tracce
Testi e musiche di Benny Andersson e Björn Ulvaeus, eccetto dove indicato.
1. Mamma Mia – 3:47 (Benny Andersson, Björn Ulvaeus, Stig Anderson)
2. Gimme! Gimme! Gimme! (A Man After Midnight) – 3:57
3. Super Trouper – 3:52
4. One of Us – 3:55
5. Voulez-Vous – 3:42
6. S.O.S. – 3:12
7. Dancing Queen – 3:50 (Benny Andersson, Björn Ulvaeus, Stig Anderson)
8. Take a Chance on Me – 3:53
9. Lay All Your Love on Me – 4:03
10. The Name of the Game – 4:22 (Benny Andersson, Björn Ulvaeus, Stig Anderson)
11. Our Last Summer – 4:28

Traccia aggiunta nella versione Target statunitense
1. A-Teens Mega Mix – 7:36 (Benny Andersson, Björn Ulvaeus, Stig Anderson)

## Formazione
- Dhani Lennevald
- Marie Serneholt
- Amit Sebastian Paul
- Sara Lumholdt

## Classifiche

### Classifiche settimanali
| Classifica (1999-00) | Posizione massima |
| -------------------- | ----------------- |
| Austria              | 2                 |
| Belgio (Fiandre)     | 14                |
| Finlandia            | 2                 |
| Francia              | 39                |
| Germania             | 2                 |
| Norvegia             | 2                 |
| Paesi Bassi          | 2                 |
| Regno Unito          | 85                |
| Spagna               | 19                |
| Stati Uniti          | 71                |
| Svezia               | 1                 |
| Svizzera             | 12                |
| Ungheria             | 7                 |

### Classifiche di fine anno
| Classifica (1999) | Posizione |
| ----------------- | --------- |
| Belgio (Vallonia) | 92        |
| Paesi Bassi       | 27        |
| Classifica (2000) | Posizione |
| Austria           | 17        |
| Germania          | 21        |
| Svizzera          | 39        |